# Sōla (хор)
Sōla — латвийский смешанный хор Латвийской академии культуры. Основан в 1998 году. В 2012 году на Всемирной олимпиаде хоров хор Sōla получил три золотые медали, в категории смешанных хоров, категории фольклорной музыки и категории сакральной музыки. В 2018 году занял второе место на конкурсе хоров "Песенные войны".
С 2004 года художественным руководителем хора явkяется Каспарс Адамсонс, также в хоре работают два дирижера — Каспарс Веверс и Рудолфс Бацанс. Вокальный педагог хора с 2008 года — Илзе Берзиня. В 2008 году хор Sōla выпустил свой первый компактный диск под названием «Песни из приданого» («Pūra dziesmas»).